# Crioulização
A crioulização é o processo através do qual emergem as línguas e culturas crioulas. A crioulização foi usada pela primeira vez por linguistas para explicar como as línguas de contato se tornam línguas crioulas, mas agora estudiosos de outras ciências sociais usam o termo para descrever novas expressões culturais provocadas pelo contato entre sociedades e povos realocados. A crioulização é tradicionalmente usada para se referir ao Caribe, embora não seja exclusiva do Caribe e alguns estudiosos usem o termo para representar outras diásporas. Além disso, a crioulização ocorre quando os participantes selecionam elementos culturais que podem tornar-se parte da cultura herdada. O sociólogo Robin Cohen escreve que a crioulização ocorre quando "os participantes selecionam elementos específicos de culturas emergentes ou herdadas, dotam-nos de significados diferentes daqueles que possuíam nas culturas originais e depois fundem-nos criativamente para criar novas variedades que substituem as formas anteriores".

## Contextualização
Segundo Charles Stewart, o conceito de crioulização tem origem no século XVI, embora não haja data que registre o início da palavra crioulização. O termo crioulização foi entendido como uma distinção entre os indivíduos nascidos no "Velho Mundo" e os do Novo Mundo. Como consequência da escravidão e das diferentes relações de poder entre as diferentes raças, a crioulização tornou-se sinônimo de crioulo, muitas vezes usado para distinguir o senhor e o escravo. A palavra crioulo também foi usada para distinguir os afrodescendentes nascidos no Novo Mundo em comparação aos escravos nascidos na África. A palavra crioulização evoluiu e mudou para ter significados diferentes em diferentes momentos da história.
O que não mudou ao longo do tempo é o contexto em que o crioulo tem sido usado. Tem sido associado a misturas culturais de ascendência africana, europeia e indígena (além de outras linhagens em diferentes locais) (por exemplo, caribenhos). O crioulo pertence à "especificidade geográfica e histórica da diáspora africana". Com a globalização, a crioulização passou por um "remapeamento das regiões do mundo", ou, como explicaria Orlando Patterson, "a criação de formas culturais totalmente novas no espaço transnacional. Hoje, a crioulização refere-se a esta mistura de diferentes povos e diferentes culturas que se fundem para se tornarem uma só.

## Diáspora
A crioulização como processo relacional pode permitir novas formas de formação de identidade e processos de enriquecimento comunitário através de misturas e agregações pacíficas, mas a sua dinâmica desigual continua a ser um fator a considerar, seja no contexto da colonização ou da globalização. Os pontos de encontro de múltiplas diásporas e o cruzamento e intersecção de diásporas são locais de novas crioulizações. Novos locais de crioulizações dão continuidade à ética contínua de partilha do mundo que agora se tornou um discurso global enraizado no Caribe inglês e francês. A fusão cultural e a hibridização de novas diásporas emergem e criam novas formas de crioulização.

## Cultura
Existem diferentes processos de crioulização que moldaram e remodelaram as diferentes formas de uma cultura. Por exemplo, a comida, a música e a religião foram afetadas pela crioulização do mundo de hoje.

### Alimentação
A crioulização afetou os elementos e tradições alimentares. A mistura de culinária que descreve a mistura de elementos africanos e franceses no Sul dos Estados Unidos, particularmente na Louisiana, e no Caribe francês foi influenciada pela crioulização. Essa mistura deu origem à combinação única de culturas que deu origem à culinária de crioulização, mais conhecida como culinária crioula. Estas mesmas criações de diferentes sabores pertencem particularmente a um território específico que é influenciado por diferentes histórias e experiências. O Caribe foi colonizado por uma infinidade de países diferentes, o que influenciou a criação de receitas novas e diferentes, bem como a implementação de novos métodos culinários. A culinária crioula baseia-se fortemente nas influências francesas e espanholas devido à sua colonização em 1600 até meados do final de 1900. Eles também extraem influência de suas raízes africanas e de uma mistura diferente de métodos culinários de tribos nativas americanas.

### Música
Até certo ponto, a maioria das formas de música consideradas “populares” vieram da opressão de um povo ou da escravidão. Esta fertilização cruzada desencadeia uma mistura cultural e cria uma forma completamente diferente através da turbulência e do conflito da cultura dominante e dominada. Uma dessas formas é a música jazz. A obra de música artística criada por compositores da diáspora africana também exibe frequentemente isto.
A música jazz teve suas raízes no diálogo entre a música folclórica negra nos Estados Unidos, derivada de plantações e áreas rurais, e a música negra baseada na área urbana de Nova Orleans. A música jazz desenvolveu-se a partir da música crioula que tem suas raízes na combinação de blues, música de salão, ópera e música espiritual.

### Religião
As religiões populares do Haiti, Cuba, Trinidad e Brasil formaram-se a partir da mistura de elementos africanos e europeus. O catolicismo veio com a colonização europeia do Caribe, o que levou à forte influência de suas práticas sobre a religião já existente. Crenças religiosas como Vaudou no Haiti, Santeria em Cuba, Xangô em Trinidad e Candomblé no Brasil têm suas raízes na crioulização. A criação destas novas expressões religiosas sustentou-se e evoluiu ao longo do tempo para formar religiões crioulas. Um conceito relacionado à crioulização é chamado de "aditividade cultural".